# Musicograma
Un musicograma es un dibujo o gráfico que ayuda a comprender la música, a mirarla y a escucharla de forma activa.

## Definición
El Musicograma es  un concepto creado por el pedagogo Jos Wuytack para enseñar a escuchar música clásica a niños y jóvenes sin conocimientos musicales. Es uno de los medios para trabajar las audiciones de forma activa que más se ha expandido en los últimos tiempos. Sufrió un crecimiento exponencial en España a partir de la década de los 90, cuando la LOGSE generó un espacio para lo musical.
Wuytack desarrolló un método de audición activa sobre la idea de que el alumno puede no ser capaz de leer una partitura, sobre todo si es de orquesta, pero puede comprender perfectamente su estructura, los instrumentos que van sonando, etc. 
Se trata de acercar la música a todo tipo de alumnos y que todos participen, disfruten y lleguen a entenderla mejor.

## Características
En el musicograma la notación musical convencional se sustituye por símbolos más sencillos y accesibles para los oyentes no músicos, con el que se pretende ayudar a la percepción de la estructura total de la obra. 
Dado que la gran dificultad de la audición musical reside en que cuando escuchamos una obra no podemos ver su estructura (al contrario que con lo que ocurre con las artes visuales que se presentan en el espacio y su percepción visual completa tiene lugar en un determinado momento), un musicograma es una representación gráfica de lo que podemos percibir auditivamente de una obra musical. Esto permite subrayar y trabajar el aspecto musical que más interese en cada momento como la forma y los elementos musicales (ritmo, melodía, textura, timbre, dinámica, tiempo). Esta ventaja de la percepción visual puede ser usada para apoyar la percepción de la totalidad de la música. Es un registro gráfico de los acontecimientos musicales, una representación visual del desarrollo dinámico de una obra musical.
Con ayuda del musicograma, el oyente escucha, comprende y disfruta más de la música cuando se utilizan estrategias activas que cuando la audición se hace de forma pasiva. Estar activo antes y durante la audición aumenta la atención y concentración en la música. Lo importante es que el gráfico ayude a comprender y haga que el oyente se involucre en la audición. 
Otro aspecto atrayente es la relación que se crea entre los elementos musicales y los visuales, por ejemplo se pueden relacionar los sonidos de la obra con sonidos de la naturaleza, el carácter y tempo con la velocidad de la interactividad, el color de los elementos del musicograma con las tonalidades musicales, la intensidad musical con el tamaño de las imágenes, etc. lo que proporciona un variado abanico de posibilidades para trabajar en la creación de musicogramas ayudándonos de nuestra imaginación e intuición musical. Esta representación está basada en principios psicológicos de la percepción. Por ejemplo, los colores indican semejanza y contraste de los temas musicales; una línea horizontal representa la métrica y los símbolos de los instrumentos indican la instrumentación (según su orden de presentación en la partitura).
Si el oyente es capaz de seguir un musicograma e indicar sobre él un determinado momento de una obra musical, eso significa que es consciente de la música que ha escuchado hasta ese momento y de la que continúa escuchando. 
Otra característica importante es que requiere de la participación del oyente antes y durante la audición (por lo que concuerda a la perfección con las características de la audición activa) haciendo uso de la percepción visual para mejorar el interés musical en los alumnos con la música clásica.

## Uso en la educación musical
Las audiciones son parte importante, por no decir imprescindible, de las clases de música y contribuyen tanto al disfrute de la música como al aprendizaje de la misma. Facilitar la comprensión musical utilizando elementos visuales, dibujos y/o esquemas, es un tema que siempre ha interesado a los pedagogos y profesores de música.  
Para realizar un musicograma en un aula de música, el docente debería realizarlo, pero contando con la colaboración del alumno (ya que hay parámetros que pueden ser estudiados desde la perspectiva de los estudiantes), del mismo modo, se ha comprobado que existen varios niveles de dificultad y la profundidad con la que se realiza el análisis debe adecuarse a las características y formación del destinatario.
Lo importante del musicograma como recurso educativo es que es asequible a cualquier nivel, con una misma audición podemos crear diferentes musicogramas para enfocarlos al tema musical y nivel que más nos interese. También es un gran recurso que da la oportunidad al alumno de crear sus propios dibujos sobre la base de los elementos musicales de una audición. 

## Los Musicogramas y los nuevos formatos
Una nueva idea surgida a raíz del uso de las TICs dentro del aula, es la de tener en cuenta la inclusión de material audiovisual dentro de las estrategias para enseñar a escuchar, ya que a través de imágenes es más fácil comprender la audición y participar en ella con nuevos formatos y posibilidades de visualización e interactividad. Antes era habitual encontrar un musicograma dibujado en un papel o cartulina, pero ahora abundan los musicogramas en vídeo, animaciones flash, power-points colgados en la red, etc. Por todo ello, el principal objetivo de los Musicogramas  con el uso de las TIC es la contribución a renovar notablemente su aspecto y facilitar su difusión.
El musicograma ha evolucionado enormemente con el paso del tiempo llegando a originar otro recurso didáctico conocido como musicomovigrama.

## Recopilación de Musicogramas
- Musicogramas en DosLourdes Archivado el 10 de marzo de 2013 en Wayback Machine..
- EL Musicograma, en el blog de Elena Verdú.
- Musicogramas para descargar en PDF.
- Musicogramas en el blog "En nuestra aula de música"
- Musicogramas creados por alumnos. Presenta dibujos realizados por los alumnos.
- Glosario de Musicogramas (enlace roto disponible en Internet Archive; véase el historial, la primera versión y la última). en la red social Edmusical.es administrada por Samuel Soriano.
- Recopilación de Musicogramas en "Recursos Musicales".
- Ensayo sobre Musicogramas con movimiento Archivado el 12 de abril de 2012 en Wayback Machine..
- Musicogramas en el blog "Primero ESO Música".
- Ejemplo de musicograma en vídeo en educacionmusical.es.
- Musicogramas de música pop en musicoguia.com.
- Musicograma.com (enlace roto disponible en Internet Archive; véase el historial, la primera versión y la última)., aplicación web que permite aprender conpceptos musicales a través de musicogramas y artículos sencillos, así como juegos.